# Válber Costa
Válber Costa (nacido el 6 de diciembre de 1971) es un exfutbolista brasileño que se desempeñaba como centrocampista.
Jugó para clubes como el Corinthians, Yokohama Flügels, Palmeiras, Internacional, Vasco da Gama, Goiás, Ponte Preta, Yokohama F. Marinos y Atlético Paranaense.

## Trayectoria

### Clubes
| Club                | País   | Año         |
| ------------------- | ------ | ----------- |
| Mogi Mirim          | Brasil | 1992        |
| Corinthians         | Brasil | 1993        |
| Yokohama Flügels    | Japón  | 1994        |
| Palmeiras           | Brasil | 1995        |
| Internacional       | Brasil | 1996        |
| Vasco da Gama       | Brasil | 1996        |
| Yokohama Flügels    | Japón  | 1997        |
| Goiás               | Brasil | 1998        |
| Ponte Preta         | Brasil | 1998        |
| Yokohama F. Marinos | Japón  | 1999        |
| Atlético Paranaense | Brasil | 2000 - 2001 |
| Mogi Mirim          | Brasil | 2001 - 2003 |
| Santa Cruz          | Brasil | 2003        |
| Mogi Mirim          | Brasil | 2004        |